# Lijst van planetoïden 31701-31800
Dit is een lijst van planetoïden 31701-31800. Voor de volledige lijst zie de lijst van planetoïden.
| Naam      | Voorlopige naamgeving | Datum ontdekking | Ontdekker            |
| --------- | --------------------- | ---------------- | -------------------- |
| (31701) - | 1999 JC40             | 10 mei 1999      | LINEAR               |
| (31702) - | 1999 JD41             | 10 mei 1999      | LINEAR               |
| (31703) - | 1999 JZ43             | 10 mei 1999      | LINEAR               |
| (31704) - | 1999 JZ44             | 10 mei 1999      | LINEAR               |
| (31705) - | 1999 JM45             | 10 mei 1999      | LINEAR               |
| (31706) - | 1999 JX45             | 10 mei 1999      | LINEAR               |
| (31707) - | 1999 JH49             | 10 mei 1999      | LINEAR               |
| (31708) - | 1999 JL49             | 10 mei 1999      | LINEAR               |
| (31709) - | 1999 JD51             | 10 mei 1999      | LINEAR               |
| (31710) - | 1999 JC52             | 10 mei 1999      | LINEAR               |
| (31711) - | 1999 JY52             | 10 mei 1999      | LINEAR               |
| (31712) - | 1999 JZ52             | 10 mei 1999      | LINEAR               |
| (31713) - | 1999 JF54             | 10 mei 1999      | LINEAR               |
| (31714) - | 1999 JP54             | 10 mei 1999      | LINEAR               |
| (31715) - | 1999 JX56             | 10 mei 1999      | LINEAR               |
| (31716) - | 1999 JJ57             | 10 mei 1999      | LINEAR               |
| (31717) - | 1999 JA58             | 10 mei 1999      | LINEAR               |
| (31718) - | 1999 JO58             | 10 mei 1999      | LINEAR               |
| (31719) - | 1999 JU58             | 10 mei 1999      | LINEAR               |
| (31720) - | 1999 JW59             | 10 mei 1999      | LINEAR               |
| (31721) - | 1999 JB60             | 10 mei 1999      | LINEAR               |
| (31722) - | 1999 JG61             | 10 mei 1999      | LINEAR               |
| (31723) - | 1999 JT61             | 10 mei 1999      | LINEAR               |
| (31724) - | 1999 JJ64             | 10 mei 1999      | LINEAR               |
| (31725) - | 1999 JS66             | 12 mei 1999      | LINEAR               |
| (31726) - | 1999 JA67             | 12 mei 1999      | LINEAR               |
| (31727) - | 1999 JU67             | 12 mei 1999      | LINEAR               |
| (31728) - | 1999 JZ68             | 12 mei 1999      | LINEAR               |
| (31729) - | 1999 JO69             | 12 mei 1999      | LINEAR               |
| (31730) - | 1999 JV70             | 12 mei 1999      | LINEAR               |
| (31731) - | 1999 JX70             | 12 mei 1999      | LINEAR               |
| (31732) - | 1999 JB71             | 12 mei 1999      | LINEAR               |
| (31733) - | 1999 JP71             | 12 mei 1999      | LINEAR               |
| (31734) - | 1999 JT71             | 12 mei 1999      | LINEAR               |
| (31735) - | 1999 JJ72             | 12 mei 1999      | LINEAR               |
| (31736) - | 1999 JR73             | 12 mei 1999      | LINEAR               |
| (31737) - | 1999 JT75             | 10 mei 1999      | LINEAR               |
| (31738) - | 1999 JC77             | 12 mei 1999      | LINEAR               |
| (31739) - | 1999 JE77             | 12 mei 1999      | LINEAR               |
| (31740) - | 1999 JW77             | 12 mei 1999      | LINEAR               |
| (31741) - | 1999 JG78             | 13 mei 1999      | LINEAR               |
| (31742) - | 1999 JA79             | 13 mei 1999      | LINEAR               |
| (31743) - | 1999 JK79             | 13 mei 1999      | LINEAR               |
| (31744) - | 1999 JN79             | 13 mei 1999      | LINEAR               |
| (31745) - | 1999 JN82             | 12 mei 1999      | LINEAR               |
| (31746) - | 1999 JP82             | 12 mei 1999      | LINEAR               |
| (31747) - | 1999 JD83             | 12 mei 1999      | LINEAR               |
| (31748) - | 1999 JG83             | 12 mei 1999      | LINEAR               |
| (31749) - | 1999 JV83             | 12 mei 1999      | LINEAR               |
| (31750) - | 1999 JQ84             | 12 mei 1999      | LINEAR               |
| (31751) - | 1999 JF85             | 14 mei 1999      | LINEAR               |
| (31752) - | 1999 JN91             | 12 mei 1999      | LINEAR               |
| (31753) - | 1999 JL94             | 12 mei 1999      | LINEAR               |
| (31754) - | 1999 JT95             | 12 mei 1999      | LINEAR               |
| (31755) - | 1999 JA96             | 12 mei 1999      | LINEAR               |
| (31756) - | 1999 JL98             | 12 mei 1999      | LINEAR               |
| (31757) - | 1999 JO98             | 12 mei 1999      | LINEAR               |
| (31758) - | 1999 JQ99             | 12 mei 1999      | LINEAR               |
| (31759) - | 1999 JT99             | 12 mei 1999      | LINEAR               |
| (31760) - | 1999 JG101            | 12 mei 1999      | LINEAR               |
| (31761) - | 1999 JO103            | 13 mei 1999      | LINEAR               |
| (31762) - | 1999 JB104            | 14 mei 1999      | LINEAR               |
| (31763) - | 1999 JW107            | 13 mei 1999      | LINEAR               |
| (31764) - | 1999 JB108            | 13 mei 1999      | LINEAR               |
| (31765) - | 1999 JG114            | 13 mei 1999      | LINEAR               |
| (31766) - | 1999 JD116            | 13 mei 1999      | LINEAR               |
| (31767) - | 1999 JN116            | 13 mei 1999      | LINEAR               |
| (31768) - | 1999 JA117            | 13 mei 1999      | LINEAR               |
| (31769) - | 1999 JL117            | 13 mei 1999      | LINEAR               |
| (31770) - | 1999 JK118            | 13 mei 1999      | LINEAR               |
| (31771) - | 1999 JX119            | 13 mei 1999      | LINEAR               |
| (31772) - | 1999 JW120            | 13 mei 1999      | LINEAR               |
| (31773) - | 1999 JL121            | 13 mei 1999      | LINEAR               |
| (31774) - | 1999 JW121            | 13 mei 1999      | LINEAR               |
| (31775) - | 1999 JN122            | 13 mei 1999      | LINEAR               |
| (31776) - | 1999 JE124            | 14 mei 1999      | LINEAR               |
| (31777) - | 1999 JO125            | 10 mei 1999      | LINEAR               |
| (31778) - | 1999 JT125            | 12 mei 1999      | LINEAR               |
| (31779) - | 1999 JO129            | 12 mei 1999      | LINEAR               |
| (31780) - | 1999 JB136            | 15 mei 1999      | LONEOS               |
| (31781) - | 1999 KZ2              | 17 mei 1999      | Spacewatch           |
| (31782) - | 1999 KM6              | 21 mei 1999      | A. López, R. Pacheco |
| (31783) - | 1999 KV9              | 18 mei 1999      | LINEAR               |
| (31784) - | 1999 KB11             | 18 mei 1999      | LINEAR               |
| (31785) - | 1999 KK13             | 18 mei 1999      | LINEAR               |
| (31786) - | 1999 KO13             | 18 mei 1999      | LINEAR               |
| (31787) - | 1999 KH14             | 18 mei 1999      | LINEAR               |
| (31788) - | 1999 KQ14             | 18 mei 1999      | LINEAR               |
| (31789) - | 1999 KA15             | 18 mei 1999      | LINEAR               |
| (31790) - | 1999 LA1              | 7 juni 1999      | LINEAR               |
| (31791) - | 1999 LT3              | 7 juni 1999      | LINEAR               |
| (31792) - | 1999 LY4              | 8 juni 1999      | LINEAR               |
| (31793) - | 1999 LB6              | 11 juni 1999     | LINEAR               |
| (31794) - | 1999 LL9              | 8 juni 1999      | LINEAR               |
| (31795) - | 1999 LM14             | 9 juni 1999      | LINEAR               |
| (31796) - | 1999 LS15             | 12 juni 1999     | LINEAR               |
| (31797) - | 1999 LN16             | 9 juni 1999      | LINEAR               |
| (31798) - | 1999 LY16             | 9 juni 1999      | LINEAR               |
| (31799) - | 1999 LN23             | 9 juni 1999      | LINEAR               |
| (31800) - | 1999 LT25             | 9 juni 1999      | LINEAR               |